# جون إف بيرنز
جون فيشر بيرنز (بالإنجليزية: John Fisher Burns)(ولد في 4 أكتوبر 1944) هو صحفي بريطاني حصل مرتين على جائزة بوليتزر. وهو رئيس قسم الأخبار في لندن التابع لجريدة نيويورك تايمز الذي يغطي القضايا الدولية. ظهر بيرنز أيضًا كثيرًا في بي بي إس. أُطلق عليه «عميد المراسلين الأجانب الأمريكيين.»

## السيرة الذاتية
ولد في نوتينغهام، إنجلترا، ولكن نزح مع أسرته إلى كندا عندما كان صغيرًا حيث درس هناك في جامعة مكجيل. وبين عامي 1980 و1981، درس اللغة الروسية في هارفارد، وفي عام 1984 درس اللغة الصينية في جامعة كامبريدج. في عامي 1998 و1999، كان زميلاً زائرًا في كينجز كوليدج، كامبريدج لدراسة التاريخ والثقافة الإسلامية.
كما يتحدث أيضًا الفرنسية والألمانية.
في أوائل السبعينيات من القرن العشرين، راسل بيرنز جريدة جلوب آند ميل الكندية للعمل كمراسل محلي ثم بعد ذلك عمل كمراسل برلماني. سافر إلى الصين في عام 1971 ليشهد له التاريخ أنه أحد الصحفيين الغربيين القلائل الذين عاصروا الثورة الثقافية في الصين، وقد حرمه المتحدث الرسمي للانتخابات لفترة وجيزة من تغطية الدوائر الانتخابية البرلمانية بعد حدوث حالة من الشد والجذب. التحق بيرنز بجريدة نيويوك تايمز في عام 1975، حيث عمل في البداية كمراسل صحفي في منطقة العاصمة في الجريدة، ومنذ ذاك كتب للجريدة بما أوتي من قوة في نواحٍ مختلفة.
عين في العديد من مكاتب التايمز الخارجية وعمل كرئيس لها. حصل في عام 1978 هو وزميلاه الصحفيان جون دارنتون (John Darnton) ومايكل تي كوفمان (Michael T. Kaufman) في التايمز على جائزة جورج بولك للمراسلين الصحفيين الأجانب المغطيين للأحداث في أفريقيا. عمل بيرنز كرئيس لمكتب التايمز في موسكو في الفترة من 1981 إلى 1984. وفي عام 1986، حينما عمل رئيسًا لمكتب التايمز في بكين، سجنته الحكومة الصينية بتهمة التجسس. بعد التحريات أُسقطت التهم من على بيرنز، ولكنه طُرد من البلاد بعد ذلك. [بحاجة لمصدر]
حصل بيرنز مرة أخرى على جائزة بوليتزر في عام 1997، وهذه المرة بسبب «تغطيته بشجاعة وتبصر للنظام المروع الذي فرضته طالبان على أفغانستان».
شهد بيرنز الفترة التي سبقت حرب العراق في بغداد في عام 2003، وكتب كل صغيرة وكبيرة عن الحرب بعد الاحتلال. في يوليو 2007، خلف بيرنز آلان كويل (Alan Cowell) رئيسًا للمكتب في لندن. في 30 سبتمبر 2007، حصل بيرنز على جائزة إليجا باريش لفجوي (Elijah P. Lovejoy) إضافة إلى درجة الدكتوراه في القانون الشرفية من كولبي كوليدج. [بحاجة لمصدر]
يسهم بيرنز بشكل دائم في بي بي إس، بما في ذلك ظهوره لمرات عديدة في برنامج تشارلي روز وبرنامج ذا نيوز أور مع جيم ليهرر (The NewsHour with Jim Lehrer) عبر الأقمار الصناعية من أفغانستان والعراق. في حديثه الصحفي في يناير 2009، أعلن مايكل بارون (Michael Barone) أن بيرنز «أحد المراسلين الخارجيين العظماء في عصره.»

## الجدال والنزاع
في حديثه الصحفي في أكتوبر 2008 مع السفير الروسي في أفغانستان، زامير كابالوف (Zamir Kabulov)، اتهم بيرنز كابالوف أنه أحد عملاء المخابرات السوفيتية (KGB). حصل بيرنز في عام 1993 على جائزة بوليتزر للمراسلين الخارجيين بما ثبت من «شجاعته في تغطيته لإبادة سراييفو والقتل الهمجي في حرب البوسنة والهرسك». اعتُبرت التقارير الإخبارية لبيرنز في البوسنة والهرسك بعد ذلك محلًا للشك لاعتماده على مصادر غير موثوق فيها. في كتاب تطهير الإعلام: التقارير الصحفية القذرة للصحف والمأساة في يوغوسلافيا (Media Cleansing: Dirty Reporting Journalism & Tragedy in Yugoslavia)، تم انتقاد بيرنز بشدة حيث اتهمه المؤلف بيتر بروك (Peter Brock) بارتكاب مخالفات صحفية.

## الحياة الشخصية
تزوج بيرنز من جين سكوت لونج (Jane Scott-Long)، مديرة مكتب نيويورك تايمز' في بغداد.

## وصلات خارجية
- أخبار مُجمّعة وتعليقات عن جون إف بيرنز في موقع صحيفة نيويورك تايمز.
- مرات الظهور على سي-سبان
  - C-SPAN Q&A interview with Burns, February 11, 2007
  - C-SPAN Q&A interview with Burns, December 5, 2010
- جون إف بيرنز على موقع Charlie Rose
- جون إف بيرنز على موقع IMDb (الإنجليزية)
- جون إف بيرنز على موقع إن إن دي بي (الإنجليزية)
- جون إف بيرنز على إن إن دي بي

المقابلات الصحفية
- Video: John Burns Interviewed by Bill Maher, 10 March 2006
- Transcript: John Burns interviewed by Hugh Hewitt نسخة محفوظة 17 فبراير 2007 على موقع واي باك مشين., 9 February 2007
- Transcript/Video/Available DVD/VHS: John Burns interviewed by Brian Lamb on C-Span's Q&A, 11 February 2007
- Video: John Burns presentation and Q&A with Ralph Begleiter at the University of Delaware, 8 April 2009